# Droits LGBT en Lettonie
Les droits des personnes lesbiennes, gay, bisexuelles, et transgenres (LGBT) en Lettonie se sont considérablement développés ces dernières années, bien que les personnes LGBT soient encore confrontées à divers défis que ne connaissent pas les résidents non LGBT,,. Les relations sexuelles entre hommes et femmes de même sexe sont légales en Lettonie, mais les ménages dirigés par des couples de même sexe ne peuvent pas bénéficier des mêmes protections juridiques que les couples de sexes différents. Depuis mai 2022, les couples de même sexe sont reconnus comme « famille » par le tribunal administratif de district, ce qui leur confère certaines des protections juridiques dont bénéficient les couples mariés (de sexes différents). En novembre 2023, une quarantaine de couples avaient été enregistrés par le biais de cette procédure. En novembre 2023, une loi sur les partenariats enregistrés a été adoptée. Ces partenariats sont accessibles aux couples de même sexe et de sexes différents, mais les partenaires enregistrés n'ont pas les mêmes droits que les couples mariés. Néanmoins, les couples de même sexe ne peuvent ni se marier ni adopter conjointement. 
Le processus de démocratisation en Lettonie a permis aux personnes lesbiennes et gay de créer des associations et des infrastructures telles que des bars, des clubs, des magasins, des bibliothèques, etc. Des événements culturels, éducatifs et autres peuvent être organisés. Cependant, les personnes LGBT en Lettonie continuent de faire face à une discrimination généralisée dans la société. En novembre 2014, le ministre des Affaires étrangères Edgars Rinkēvičs a fait son coming out via X (anciennement Twitter), devenant ainsi le premier élu ouvertement LGBT du pays. En juillet 2023, Rinkēvičs a été promu pour devenir président de la Lettonie. En 2023, ILGA-Europe classe la Lettonie au 24e rang sur 27 pays de l'Union européenne pour la protection des droits des LGBT. La Lettonie est le seul pays balte et pays d'Europe du Nord qui n'interdit pas totalement toutes les discriminations homophobes.

## Droits civils

### Loi relative à l'activité sexuelle entre personnes de même sexe
En 1992, peu après que la Lettonie eut recouvré son indépendance de l'Union soviétique, l'homosexualité a été dépénalisée. En 1999, l'âge du consentement a été égalisé et fixé à 16 ans, indépendamment du sexe et/ou de l'orientation sexuelle. 

### Reconnaissance des partenariats
La Lettonie ne reconnaît pas le mariage entre personnes de même sexe, mais le parlement vote la légalisation des unions civiles (partenariat enregistré) pour les couples de même sexe le 9 novembre 2023, avec une entrée en vigueur de la loi le 1er juillet 2024,.  
En 2006, la Lettonie a modifié sa Constitution pour interdire le mariage entre personnes de même sexe. L'article 110 de la Constitution lettone se lisait auparavant comme suit : « L'État protège et soutient le mariage, la famille, les droits des parents et les droits de l'enfant. L'État apporte un soutien particulier aux enfants handicapés, aux enfants privés de soins parentaux ou qui ont subi des violences ». La première phrase de l'article 110 a été modifiée comme suit : « L'État protège et soutient le mariage - l'union entre un homme et une femme -, la famille, les droits des parents et les droits de l'enfant ».
Le 30 janvier 2015, un député a présenté une proposition de loi sur le partenariat, qui aurait permis à « deux personnes quelconques " d'enregistrer un partenariat. Cependant, la proposition a été rejetée par la Commission des affaires juridiques le 24 février 2015. La commission s'est interrogée sur l'intention de modifier le code civil, en se concentrant sur l'interdiction constitutionnelle du mariage homosexuel en 2006 et sur la portée des avantages d'un partenariat « similaire au mariage », tout en suggérant que toute nouvelle forme de relation devrait partir de zéro. Veiko Spolītis, qui a présenté la proposition, a précisé que l'ajout d'une disposition sur les partenariats sans distinction de sexe au code existant serait le moyen le plus rapide pour que le projet de loi devienne une loi. Malgré ce revers, Spolītis a déclaré que les discussions sur la question se poursuivraient néanmoins. Son collègue du Parti de l'unité, Ilze Viņķele, a depuis promis d'élaborer et de soumettre un tout nouveau projet de loi. En mars 2015, une pétition publique a été lancée par le parti mineur For Latvia's Development pour l'adoption d'une loi sur le partenariat, qui prévoirait la reconnaissance des partenariats enregistrés et non enregistrés entre les couples de n'importe quel sexe. En octobre 2018, le médiateur a appelé les législateurs à adopter une loi sur le partenariat pour les couples de sexes différents et de même sexe, citant des statistiques montrant qu'environ la moitié des enfants lettons sont nés hors mariage et que ces familles devraient bénéficier de protections et de droits juridiques. Le 20 juin 2019, les députés de la Saeima ont voté contre l'envoi du projet de loi sur le partenariat pour une discussion et un examen plus approfondis au sein des commissions parlementaires. Seuls 23 députés ont voté pour le projet de loi, 60 ont voté contre et un député s'est abstenu. Les partisans du projet de loi ont déclaré qu'ils persévéreraient et tenteraient de persuader les députés d'en discuter à nouveau à l'avenir. En 2022, à la suite d'une décision de justice rendue en 2020 en faveur des droits au congé parental pour les couples de même sexe, le ministère de la Justice a présenté un projet de loi qui créerait des unions civiles, accordant aux couples de même sexe certains des mêmes droits et responsabilités que ceux du mariage.
En juin 2018, la Cour de justice de l'Union européenne a statué que les États membres de l'UE doivent accorder aux couples homosexuels mariés, dont au moins un partenaire est citoyen de l'UE, des droits de résidence complets et reconnaître leur liberté de circulation. Aucun autre droit lié au mariage n'est conféré au couple.